# 市镇 (巴西)

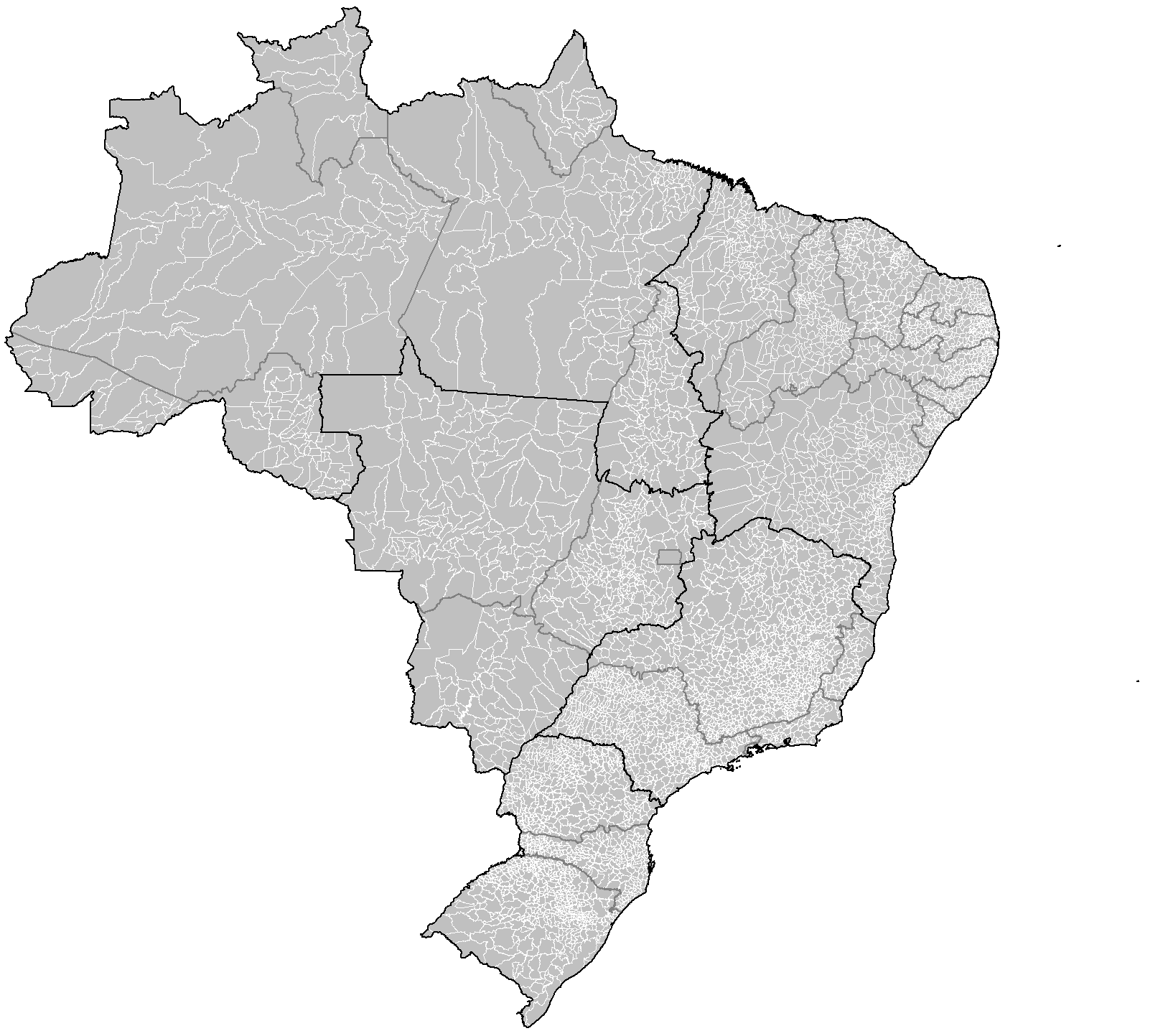
巴西市镇详图

市镇（葡萄牙語：Municípios），为巴西的基层行政区划，位于州之下。目前，巴西全国共有5,564个市镇。平均每个州有214个市镇，每个市镇大约有34,361人。米纳斯吉拉斯所辖市镇最多，达853个；罗赖马州所辖市镇最少，仅有15个。首都所在的联邦区比较特殊，无市镇建制。
每个市镇皆是具有自治权的行政单位，包含1个市长及1个立法机构。它们皆由直接选举产生，每4年选举一次。